# Logistički sustavi
Logistički sustav je skup elemenata tehničke, tehnološke, organizacijske, ekonomske i pravne naravi s ciljem optimizacije tokova materijala, roba, informacija, energije i ljudi na određenom zemljopisnom području radi ostvarenja najvećih ekonomskih efekata.
Podloga za razumijevanje poslovne logistike je teorija sustava čija osnovna zamisao je da glavni problem nije u optimaliziranju zasebnih područja poslovanja, već u optimaliziranju poslovnog sustava kao cjeline.

## Obilježja logističkih sustava
- struktura → podsustavi, elementi
- okruženje → okolina
- granice

procesi → u sustavu, između sustava i okoline

## Područno razgraničenje logističkog sustava
1. Megalogistika
2. Globalna logistika
3. Makro - mikro - metalogistika
4. Interlogistika i intralogistika
5. Servisna logistika
6. Informacijska logistika
7. Management logistika
8. Logistika održivog razvoja

### Megalogistika
Megalogistika je strateški konzistentan i koordiniran skup primjerenih logističkih aktivnosti i najveći skup logističkih znanja, zakonitosti, zakona i teorija koji se odnose na logističke fenomene velikih planetarnih prostornih i vremenskih dimenzija.
Zadaća megalogistike se ogleda u optimiziranju logističkih aktivnosti i tokova unutar megalogističkih sustava. Megalogistika se odnosi na svjetske logističke fenomene, na logističke fenomene određenog kontinenta (npr. Europe), velike ekonomske integracije (npr. EU) i neke velike i razvijene države (npr. SAD-a).

### Globalna logistika
Koncept globalne logistike se može shvatiti kao proces fokusiranja logističkih umijeća, resursa i potencijala na mogućnosti koje nudi globalno tržište. Kao znanost i aktivnost dobiva na značenju zbog povećanja udjela fiksnih troškova u ukupnim troškovima.
Zadaća globalne logistike je omogućiti tvrtkama kombiniranje domaćih i međunarodnih logističkih aktivnosti na način da se efikasno i efektivno odvijaju logističke usluge unutar globalnog logističkog sustava.

### Metalogistika
Metalogistika se nalazi između makrologistike i mikrologistike, a označava interorganizacijske sustave koji nadilaze pravne i organizacijske granice pojedinih sudionika. Stavlja naglasak na partnerstvo između tvrtki i na podjelu odgovornosti s ciljem da se u logistički proces uključe sve relevantne tvrtke i da krajnji potrošač dobije pravi proizvod, u pravo vrijeme, uz najniže troškove, u očekivanom stanju i u traženoj količini.

### Interlogistika i intralogistika
Interlogistika se afirmira zbog svuda postojećih procesa internacionalizacije poslovanja, intenziviranja konkurencije, razvitka transportne infrastrukture i suprastrukture, razvitka telekomunikacijskih veza, razvitka strateških saveza i sveukupne globalizacije poslovanja.
Intralogistika se zasniva na razvijanju logističkih procesa i logističkih fenomena važnih za efikasno i efektivno obavljanje inter- i intrazadataka poslovnih funckija.

### Servisna logistika
Servisna logistika ima osobito značenje za poslovanje poduzeća iz računalne industrije i industrije uredske opreme, ali i tvrtki koje se bave pružanjem usluga, proizvodnih tvrtki koje moraju osigurati rezervne dijelove i sl.
Servisna logistika označava skup koordiniranih, integriranih i kontroliranih logističkih aktivnosti koje osiguravaju pružanje obećane kvalitete krajnjim korisnicima.

### Informacijska logistika
Informacijska logistika je skup logističkih aktivnosti koje osiguravaju sustavno i efikasno prikupljanje primarnih i sekundarnih podataka, pospješuju njihovu obradu, uporabu i razmjenu s drugim aktivnim sudionicima u logističkom lancu, potičući tvrtke da se efikasno koriste brojnim potencijalima suvremene računalne i telekomunikacijske tehnologije.

### Management logistika
Management (menadžment) logistika je skup logističkih aktivnosti koje osiguravaju razvitak efikasnog sustava managementa tvrtke na osnovi koordinacije i kontrole zemljopisno disperziranih management aktivnosti, povećavajući efikasnost odluka na svim razinama.

### Logistikaodrživog razvoja
Logistika održivog razvoja je skup logističkih aktivnosti koje osiguravaju istodobno sinergijsko ostvarivanje gospodarskih i ekoloških ciljeva u skladu sa sve strožim ekološkim zakonima i sa zakonima za zaštitu potrošača. Usmjerena je na osiguranje najveće moguće razlike između pozitivnih i negativnih eksternih učinaka logističkih fenomena.

## Funkcionalno razgraničenje logističkog sustava
1. Izvršavanje narudžbi
2. Upravljanje zalihama
3. Skladištenje
4. Pakiranje
5. Transport